# Villa Rica (distrito)
Villa Rica é um distrito do Peru, departamento de Pasco, localizada na província de Oxapampa.

## Transporte
O distrito de Villa Rica é servido pela seguinte rodovia:
- PE-5NA, que liga a cidade de Yuyapichis (Região de Huánuco) ao distrito de San Luis de Shuaro (Região de Junín)
- PA-108, que liga o distrito à cidade de Oxapampa
- PA-109, que liga o distrito à cidade de Palcazu
- PE-5N, que liga o distrito de Chanchamayo (Região de Junín) à Ponte Integración (Fronteira Equador-Peru) - e a rodovia equatoriana E682 - no distrito de Namballe (Região de Cajamarca) [2][3][4]